# Associação Recreativa de São Martinho
A Associação Recreativa São Martinho é um clube português localizado na freguesia de São Martinho do Campo, concelho de Santo Tirso, distrito do Porto. O clube foi fundado em 1958. Os seus jogos em casa são disputados no Campo de Jogos Abílio Ferreira de Oliveira.
O ano de 2007, marca o início dos melhoramentos do seu parque desportivo, nomeadamente com a reformulação da bancada. A 5 de Outubro de 2009 são inaugurados, pelo Presidente da Câmara Municipal de Santo Tirso, Eng Castro Fernandes, os novos balneários, projecto da autoria do arquitecto campense Vítor Cunha.
A equipa de futebol sénior participou, na época de 2011-2012, na 1ª Divisão da Associação de Futebol do Porto.
Na época 2014/2015 o Clube disputou e venceu o campeonato distrital da AF.Porto, Divisão d' Elite Pro Nacional, com 78 pontos em 34 jogos. Esta vitória permitiu o acesso ao Campeonato Nacional de Seniores (CNS) e há participação na Taça de Portugal na época 2015/2016.
Na época de 2023/23 contou com algumas mais-valias de relevo no plantel, como Papi, Cevada, Xavi e Papi "Pampilho", levando o clube a conquistar 5 vitórias, 9 empates e 12 derrotas, totalizando os 24 pontos que consumaram a Despromoção do Campeonato de Portugal.

## Ligações Externas
- AF Porto